# Pieter Karel de Zwarte
Pieter („Piet”) Karel de Zwarte (ur. 16 lutego 1948 w Renkum w prowincji Geldria) – były holenderski zawodnik, piłkarz wodny. Zdobywca brązowego medalu na Letnich Igrzyskach Olimpijskich w Montrealu.